# 張公謹

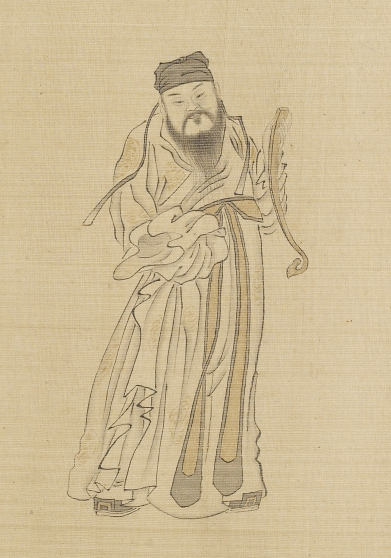
張公謹

張 公謹（ちょう こうきん、594年 - 632年）は、中国の唐の軍人。字は弘慎。本貫は魏州繁水県。唐の凌煙閣二十四功臣のひとりに挙げられた。曾孫は一行。

## 経歴
隋末に王世充の下で洧州長史となったが、武徳元年（618年）、洧州刺史の崔枢とともに唐に帰順した。検校鄒州別駕に任ぜられ、右武候長史などをつとめたが、名は知られなかった。李勣と尉遅敬徳が秦王李世民に紹介したため、召されて秦王府に入った。武徳9年（626年）、李世民が李建成・李元吉を討つにあたって、占卜師にうらなわせていたところ、公謹は外から入ってきて、占卜の亀を地に投げ捨て、「およそ占卜とは、定まっていないことの逡巡を決するためにするものです。いま事は決まっているのに、何でこれを占う必要があるのですか？卜に不吉と出たら、中止することができるのですか？」と言った。李世民は公謹の言を善しとした。李建成が死ぬと、李建成の部下の馮立・薛万徹らが玄武門に攻めかかったが、公謹はひとり門を閉じて奮戦しこれを阻んだ。功績により左武候将軍に任ぜられ、定遠郡公に封ぜられて、実封一千戸を受けた。
貞観元年（627年）、代州都督となり、食糧運送の手間を省くために屯田を置いた。ときの政治の得失を言上して、太宗（李世民）にかれの意見の多くは採りあげられた。のちに李靖の下の副将として突厥を攻撃し、定襄を落とし、頡利可汗を破った。その功績で鄒国公に進封された。襄州都督に転出し、寛容な統治で知られた。貞観6年（632年）、在官中に39歳で亡くなった。太宗が出駕して霊前で哭礼しようとしたところ、役人が「辰の日であるので、哭いてはいけません」と止めた。太宗は「君臣の間柄は父子の間柄と同じだ。情感が内から涌いてくるのに、どうして辰の日を避けることができようか」といって哀哭した。詔により左驍衛大将軍の位を追贈され、襄と諡された。貞観13年（639年）、郯国公に追封された。永徽年間に荊州都督の位を加えて贈られた。
子に張大象・張大素・張大安がいた。張大象は後を継ぎ、官は吏部侍郎に上った。張大素は龍朔2年（662年）に東台舎人となり、修国史を兼ね、懐州長史に終わった。『後魏書』・『隋書』の編纂にたすざわった。張大安は儀鳳2年（677年）に同中書門下三品に上った。章懐太子李賢の命により劉納言らとともに范曄『後漢書』の注釈にたずさわった。永隆元年（680年）に李賢が廃位されると、張大安は普州刺史に左遷された。光宅元年（684年）に横州司馬として亡くなった。

## 伝記資料
- 『旧唐書』巻68 列伝第18「張公謹伝」
- 『新唐書』巻89 列伝第14「張公謹伝」